# 聖地牙哥區 (庫斯科省)
聖地牙哥區（西班牙語：Distrito de Santiago），是秘魯的一個區，位於該國南部庫斯科大區的庫斯科省，始建於1955年10月10日，面積69.72平方公里，海拔高度3,400米，2005年人口66,277，人口密度每平方公里950人。